# Козел Анатолій Анатолійович
Анато́лій Анато́лійович Козел (комбат Купол, нар. 18 серпня 1979) — український військовослужбовець, полковник Збройних сил України. Командир 3-го батальйону 46-ї аеромобільної бригади (2022).
Заступник командира з повітрянодесантної підготовки 2-го десантно-штурмового батальйону 95 ОДШБр (2019). Учасник російсько-української війни, провів понад 200 конвоїв у різні місця зони бойових дій.
Командир 53 Окремої механізованої бригади з березня 2024 року по вересень 2024 року включно, бої за Авдіївку, березень-квітень, оборона Сумщини травень-червень, бої за Нью Йорк та Торецьк липень-серпень, вересень-Лиманський напрямок.

## З життєпису
Народився 18 серпня 1979 року.

### Російсько-українська війна
Під час війни на сході України брав участь в протистояннях у Слов'янську, с. Піски, обороні Донецького аеропорту та боях за міські селища Новгородське, Верхньоторецьке. Завдяки вмінню прокладати безпечні маршрути в найнебезпечніші місця, транспортування воїнів і доставка їм провізії, води і боєкомплекту навіть через тили противника без людських втрат, бійці вважали його фартовим та називали «Богом конвоїв».
До 2019 року був заступником командира з повітрянодесантної підготовки 2-го десантно-штурмового батальйону 95 ОДШБр . 
З 2022-го брав участь в обороні Києва та в боях в Київській області. 
У 2022 році створив і очолив 3-й батальйон 46-ї аеромобільної бригади. Батальйон був сформований вже після початку повномасштабного вторгнення Росії. Батальйон проявив себе в боях в Херсонській операції, за Соледар (батальйон вийшов крайнім з міста) та за Бахмут. Провів понад 200 конвоїв без втрат, в тому числі через тили противника, за що був названий "Богом конвоїв" .
У 2023 році підполковник Анатолій Козел дав інтерв'ю американському виданню The Washington Post і розкритикував якість підготовки новобранців української армії. Це спричинило скандал, після якого командувач ДШВ Максим Миргородський перевів його на нижчу посаду — заступником командира навчального центру. Потім був призначений комбатом навчального центру . 
З березня по вересень 2024 був командиром 53-ї механізованої бригади .

## Нагороди
- Орден Богдана Хмельницького III ступеня (4 липня 2016) — за особисту мужність і високий професіоналізм, виявлені у захисті державного суверенітету та територіальної цілісності України, вірність військовій присязі.[9]
- Орден Богдана Хмельницького II ступеня (23 лютого 2023) [10]

## Вшанування
Його фотографія була розміщена на календарі «Кіборги» 2015 року.
В 2017 році був в Нагородній раді Ордена «Народний Герой».

### Інтерв'ю
- Віолетта Кіртока, Майор Анатолий Козел: «Я продал свои золотые часы „Бреге“ и на вырученные деньги купил запчасти к БТРам» [Архівовано 25 Січня 2020 у Wayback Machine.](рос.) (українською [Архівовано 25 Січня 2020 у Wayback Machine.]) // Факты и комментарии, 18 грудня 2015
- Бог конвоев Анатолий «Купол» [Архівовано 15 Грудня 2019 у Wayback Machine.] // glavnoe.ua